# 133854 Wargetz
133854 Wargetz è un asteroide della fascia principale. Scoperto nel 2003, presenta un'orbita caratterizzata da un semiasse maggiore pari a 2,5285877 UA e da un'eccentricità di 0,1878960, inclinata di 14,15451° rispetto all'eclittica.